# Glasnost (magasin)
Glasnost var et lille dansk tidsskrift, etableret i 1989.
Glasnost blev trykt på DKPs trykkeri Terpo Tryk. Via overpris på trykningen skal der have været ført penge fra Sovjetunionen til Danmarks Kommunistiske Parti.